# TTC28
TTC28‏ (Tetratricopeptide repeat domain 28) هوَ بروتين يُشَفر بواسطة جين TTC28 في الإنسان.